# Estatuto Real de 1834
El Estatuto Real fue promulgado en España el 10 de abril de 1834 por la regente María Cristina de Borbón a modo de carta otorgada, como la que rigió en Francia la Monarquía de Luis XVIII, por la que se creaban unas nuevas Cortes a medio camino entre las Cortes estamentales y las modernas, ya que estaban integradas por un Estamento de Próceres (o Cámara Alta, a imitación de la Cámara de los Lores británica), cuyos miembros no eran elegidos, sino que eran designados por la Corona entre la nobleza y los poseedores de una gran fortuna; y un Estamento de Procuradores (o Cámara Baja, a imitación también de la Cámara de los Comunes británica), cuyos miembros eran elegidos mediante un sufragio muy restringido que incluía a poco más de 16.000 personas, sobre una población de 12 millones de habitantes.
No era una Constitución, entre otras razones, porque no emanaba de la soberanía nacional sino de la soberanía del rey absoluto que autolimitaba sus poderes por propia voluntad, siguiendo el modelo de la monarquía restaurada en Francia después de Napoleón con Luis XVIII. "No había nada parecido a una declaración de derechos y libertades ni apenas otra cosa que no fuera la mera convocatoria de Cortes. La propia terminología empleada (estamentos en vez de cámaras, procuradores en vez de diputados) denotaba una voluntad explícita de situar el régimen del Estatuto lejos de la tradición constitucional del liberalismo español".

## Contexto histórico

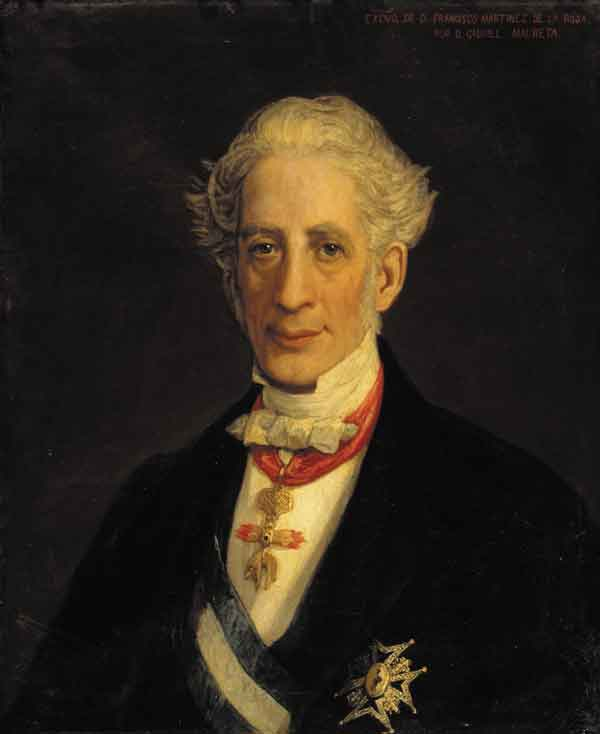
Francisco Martínez de la Rosa en un cuadro conservado en el Ateneo de Madrid.

A la muerte de Fernando VII en septiembre de 1833, su esposa, María Cristina de Borbón-Dos Sicilias accedió al trono en calidad de Regente ante la minoría de edad de la futura reina Isabel II. Se encontró enfrentada al hermano del rey fallecido, Carlos María Isidro de Borbón, que no reconoció la derogación de la Ley Sálica, que impedía a las mujeres acceder al trono de España por la Pragmática Sanción de 1789 de Carlos IV y ratificada y promulgada por el propio Fernando VII en marzo de 1830 y que llevaría al enfrentamiento bélico entre los pretendientes a la Corona, conocido como la Primera Guerra Carlista.
María Cristina de Borbón confirmó en su puesto al frente del gabinete al absolutista "reformista" Cea Bermúdez para que continuara con la política del despotismo ilustrado y evitar así los cambios políticos profundos que pusieran fin al poder absoluto del rey y al "orden tradicional". Sin embargo, pronto se hizo evidente que con meras reformas administrativas no se iba a poder hacer frente a la amenaza del carlismo (y la de los liberales retornados de exilio), a causa, entre otras razones, del déficit creciente de la Hacienda y el consiguiente aumento de la deuda pública. Así, María Cristina, el 15 de enero de 1834, sustituyó a Cea Bermúdez por el liberal "moderado" Francisco Martínez de la Rosa, quien mantuvo al absolutista "reformista" Javier de Burgos al frente del Ministerio de Fomento. El proyecto del gobierno de Martínez de la Rosa, apoyado por Javier de Burgos, fue iniciar una controlada transición política que, en palabras del también moderado Marqués de Miraflores, consistía en «seguir el camino de las reformas empezadas, pero sin tratar lo más mínimo de variación de las formas de gobierno». De esa forma se pretendía resolver la contradicción existente en el bando "cristino": que una monarquía absoluta buscara el apoyo de los liberales que pretendían transformarla en una monarquía constitucional. La pieza maestra de esa estrategia reformista fue la promulgación del "Estatuto Real" en abril de 1834.

## Origen de la norma
El artículo primero, que trae razón de la norma con la que pretende sustanciarse el Estatuto, no hace mención a la Constitución de 1812 sino a la Nueva Recopilación, evitando así pronunciarse sobre la validez de aquella, y efectúa una convocatoria de las Cortes que se constituirán por Próceres de la Nación y Procuradores del Reino. Este es el primero de los equilibrios con los que se pretende contentar tanto a los partidarios del absolutismo como a los liberales.

## Características
Aprobado por Real Decreto, el Estatuto se convierte en una carta otorgada donde la Corona, fundándose en un poder absoluto, delega funciones en otros órganos del Estado. Por ello el conjunto de poderes (poder legislativo y poder ejecutivo) están en manos del soberano. Desde algunas posiciones se ha querido sustentar la característica de que el Estatuto de 1834 avanzaba un paso al compartir la soberanía nacional entre el Rey y las Cortes, si bien el artículo 24 y el 30 dejan claro que la convocatoria y disolución corresponde al Monarca, no pueden deliberar sobre asunto alguno que el Rey no les haya sometido a juicio (artículo 31) y la aprobación de las leyes siempre requerirá la sanción real sin que deba justificar las razones para no hacerlo (artículo 33).
Por otra parte, el sistema de sufragio censitario concede el derecho a voto a unos 16.000 votantes, todos varones, menos del 0,15 por cien de la población, rechazando una de las aspiraciones de los liberales: la extensión del cuerpo electoral.

## Órganos institucionales
Las Cortes se establecen por un sistema bicameral formadas por los Estamentos de Próceres, como cámara alta, formado por Grandes de España y electos del Rey, de carácter vitalicio, y el de Procuradores (cámara baja), elegidos por un número reducido de poseedores de rentas altas.
El Estatuto no contemplaba el sistema electoral y se remitía a leyes posteriores de diverso signo: la primera (de 1834) estableció el sufragio indirecto y censitario y la segunda (de 1836) regula un sistema de elección directa y sufragio censitario y capacitario. 
Las Cortes estaban a medio camino entre una asamblea consultiva y una legislativa. No tenían capacidad auto-normativa, pues el Reglamento de ambas Cámaras debía ser aprobado por la Reina Gobernadora previo dictamen del Consejo del Reino y del Consejo de Ministros. Además, se preveían constantes interferencias del Rey en el funcionamiento de las Cortes, lo que impedía el principio de autonomía parlamentaria.
Al Rey se le concedía un conjunto desorbitado de facultades:
1. Monopolio de la iniciativa legislativa.
2. Convocaba, suspendía o disolvía las Cortes.
3. Sancionaba leyes con posibilidad última de ejercer el derecho de veto.
4. Nombraba Próceres de modo ilimitado.
5. Elegía Presidente y Vicepresidente de los Estamentos, a propuesta por éstos de una nómina de 5 personas.
6. Nombraba y cesaba al Presidente del Consejo de Ministros y a los miembros del gabinete.

Se configura el poder ejecutivo delegado por el monarca en el presidente del Consejo de Ministros, el Gobierno y los Ministros. Aparece un incipiente proto-sistema de parlamentarismo al necesitar la doble confianza, del Rey y las Cortes, para gobernar y la aparición de la llamada cuestión de confianza.

## La conveniencia de la norma
El Estatuto Real es considerado por algunos como una norma necesaria en un periodo de convulsión y transición donde se precisaba un acuerdo entre las distintas facciones políticas presentes en España. Pero esas mismas tensiones lo convirtieron en un texto de breve aplicación hasta la llegada de la Constitución de 1837. Cuando en el Palacio de la Granja de San Ildefonso se produce la sublevación de los Sargentos el 13 de agosto de 1836 la norma es derogada y se restaura la Constitución de 1812.